# メリジオナリスゾウ
メリジオナリスゾウ (Mammuthus meridionalis) 、またはメリディオナリスゾウ、メリディオナリスマンモスは哺乳綱長鼻目ゾウ科の化石種のマンモスである。

## 分類

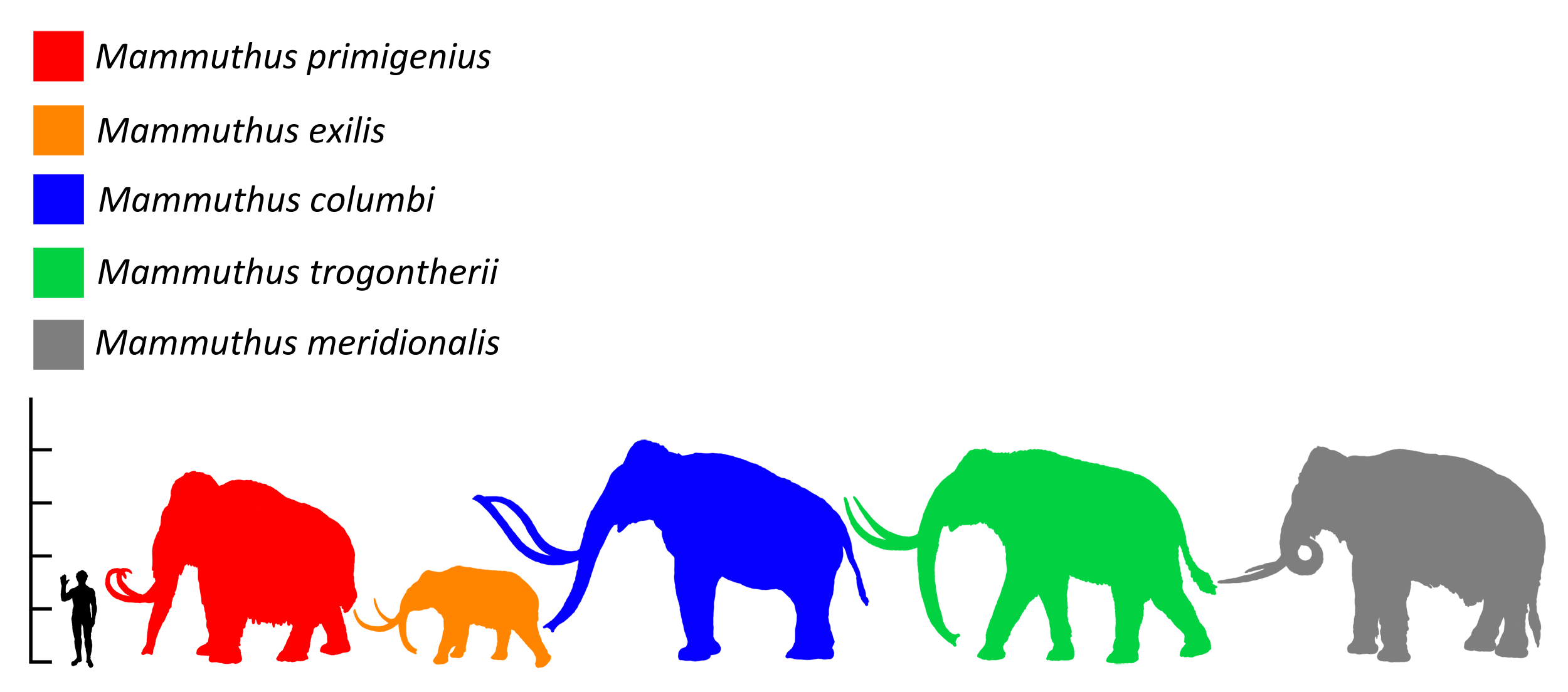
メリジオナリスゾウ、トロゴンテリーゾウ、ケナガマンモス、コロンビアマンモス、ピグミーマンモスと人間の大きさの比較。

南方マンモス（Southern Mammoth）、南方ゾウ（Southern Elephant）、古マンモス、クラグゾウ（Crag Elephant）とも呼ばれる。
後期鮮新世のアフリカ大陸やブリテン諸島や中国など広範囲に分布していたMammuthus rumanusを先祖に持つと考えられている。
地中海では、クロアチアとユーゴスラビア付近のアドリア海から亜種の M. m. adriacus が発見されており、クレタ島には小型化した子孫のクレタドワーフマンモスが生息していた。
比較的に近い子孫にはトロゴンテリーゾウが存在していることからも、トロゴンテリーゾウのさらに後代の子孫であるケナガマンモスやコロンビアマンモスやサルデーニャマンモスもメリジオナリスゾウの子孫となる。

## 分布
後期鮮新世から前期更新世（約250万年前から約150万年前）にかけてヨーロッパや中央アジアなどに分布していたが、先祖であるMammuthus rumanusがブリテン諸島や中国にも到達していたのに比較すると本種の確認されている分布はより限定的であった。
一方で、中国北東部の黄河の支流である渭水の流域に産する標本がメリジオナリスゾウと見なされることもある。また、形態的にメリジオナリスゾウや子孫であるトロゴンテリーゾウに近い化石種は日本列島でも発見されており、日本列島にはメリジオナリスゾウやトロゴンテリーゾウを含めた「古型マンモスゾウ類」とケナガマンモスが分布していた。これらの中で、前者にはさらに「メリジオナリスゾウ型」とトロゴンテリーゾウの系譜である「シガゾウ型」と「プロキシムスゾウ型」が見られたとされる。

## 形態

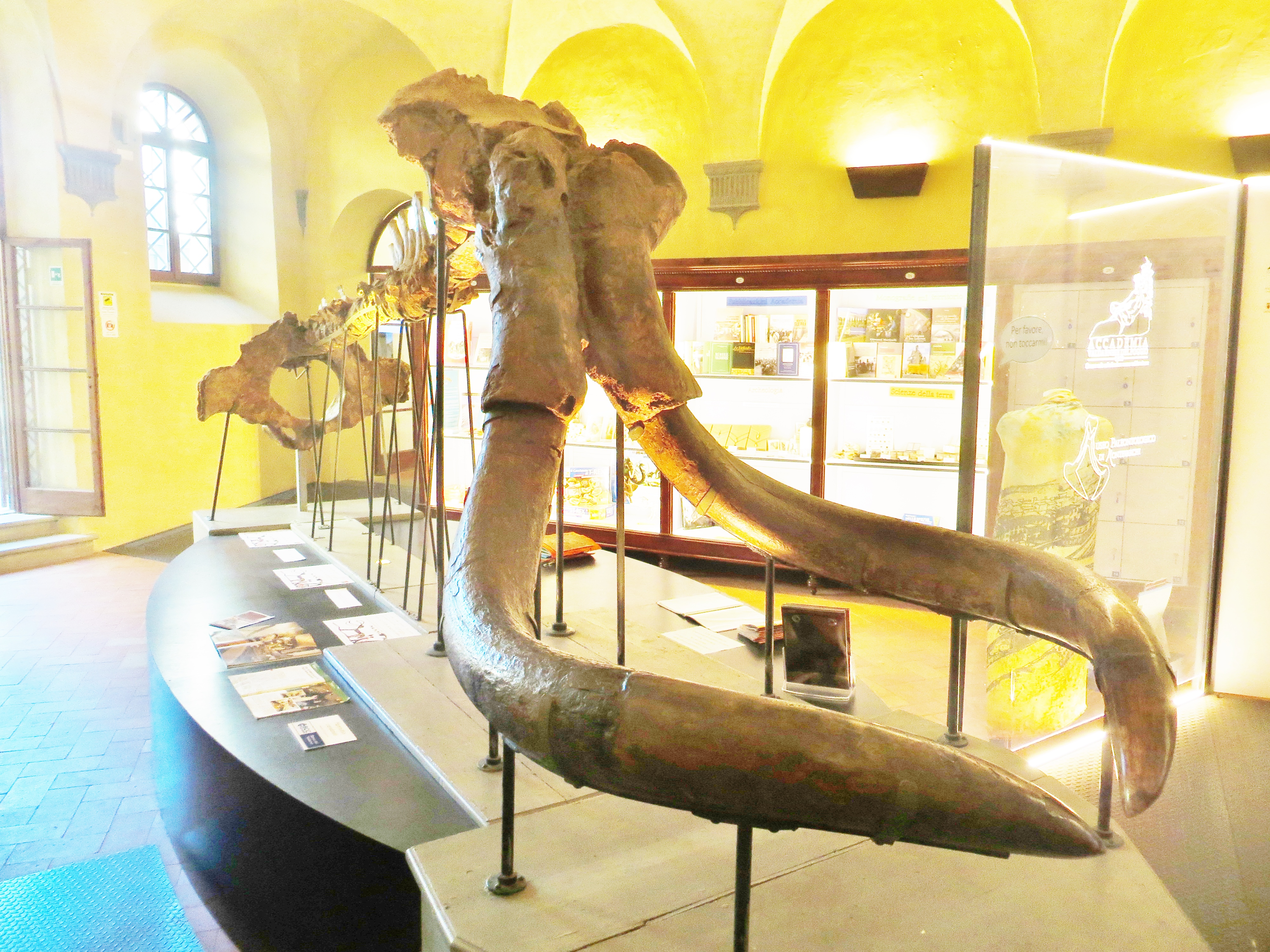
メリジオナリスゾウの牙（象牙）。イタリア・トスカーナ州のモンテヴァルキの博物館（イタリア語版）の所蔵。

メリジオナリスゾウは遠い子孫のケナガマンモスよりもはるかに大きく、近い子孫であるトロゴンテリーゾウも含めた他のマンモスの大型種やデイノテリウムなどに匹敵するなど、長鼻目全体でも大型の部類であった。最大級の個体は肩の高さが約4メートル以上、推定体重が10 - 11トン以上もあったとされている。一方で、地中海のクレタ島に生息していたクレタドワーフマンモスは本種の子孫と考えられているが、島嶼矮小化を経たためか非常に小型化している。
後世の子孫であるトロゴンテリーゾウやコロンビアマンモスやケナガマンモスと同じように頑丈で捻じれた2本の牙を持っていた。臼歯の歯冠は低くて臼歯自体の板も一枚当たりの厚みがある代わりに数が少ないが、厚いエナメル質の隆起を有していた。これらの特徴から、比較的に温暖な地域の森林地帯で木の葉と潅木を餌とする食生活を送っていたと考えられており、軟体部は発見されていないものの、体毛は濃くなかった可能性も示唆されている。

## 生態

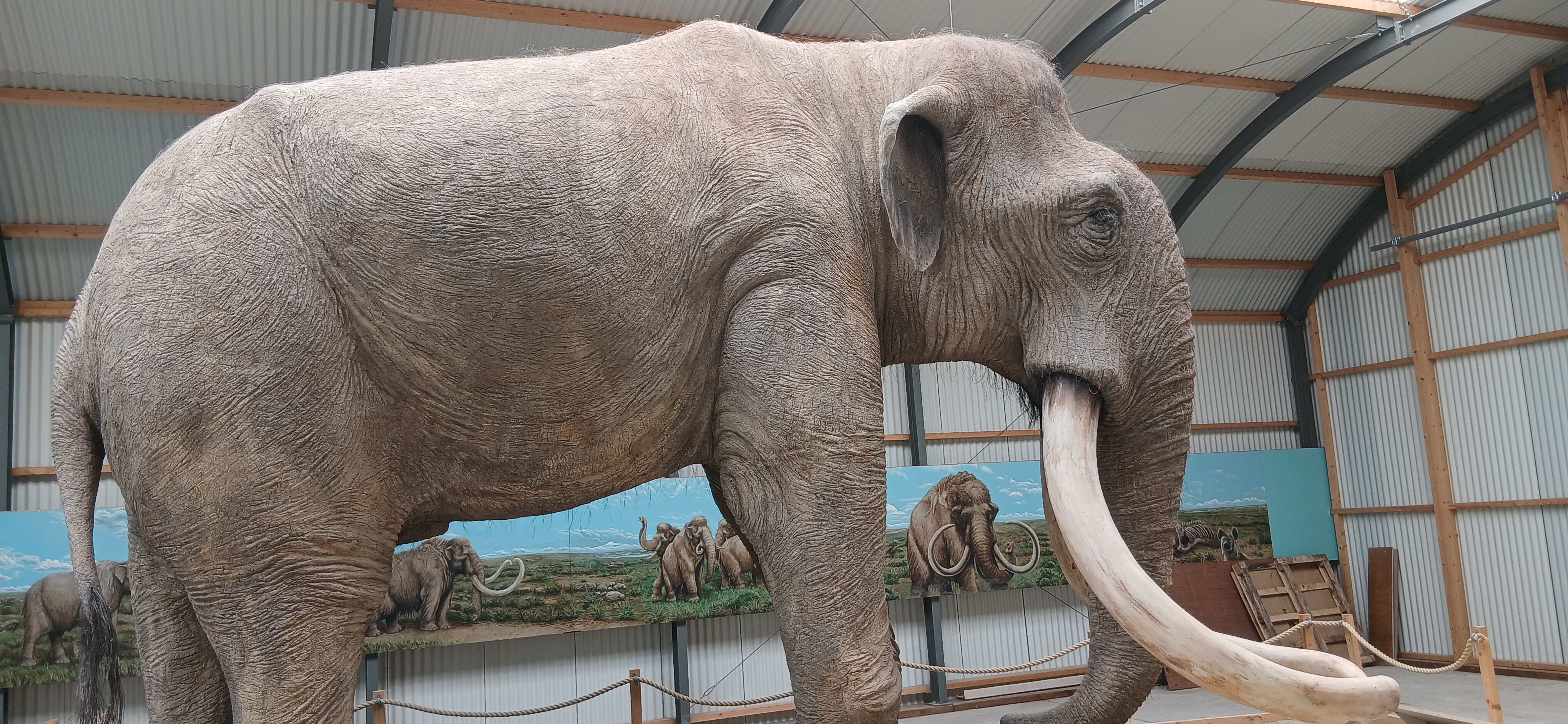
オランダの南ホラント州のテーマパークに展示されている生体の復元想像像。

本種と共に発見されてきた他の動物相や植生の化石から判断すると、本種が好んでいた気候は現在のヨーロッパと同程度または多少ながらもより温暖であった可能性が指摘されており、（たとえば間氷期のような）比較的に温暖な時代の落葉樹林に生息していたと思われる。このような特徴は、ジョージアとイスラエルから産出した化石から推測される初期のマンモス属の好んだ地形（草原などの開けた場所）とは対照的とも言えるが、樹木や低木を餌としていただろう点は共通している。
餌のほとんどは木の葉や枝などであり、現在もヨーロッパに普遍的に見られるオークやトネリコやブナなどに留まらず、ドクニンジン、サワグルミの仲間、ヒッコリーなどの現在のヨーロッパでは珍しい植生も摂取していたことが示唆されている。

## 絶滅
ヨーロッパでは、時代の変容と共に最終的には子孫であるトロゴンテリーゾウやアンティクースゾウに取って代わられたと思われる。
発見されてきた標本に見られた剥片などの石器で付けられたと思われる傷跡などの痕跡から、本種も他の多くのメガファウナと同様にヒト属によって狩猟の対象とされていたことが示唆されている。とくにジョージアのドマニシでは、約180万年前の地層からホモ・ゲオルギクスによる狩りの痕跡が多数発見されている。また、スペインのタラゴナでも約130万年前から約80万年前に人類と接触していた可能性を示す標本が得られている。一方で、これらの痕跡の中には直接の狩猟ではなく、メリジオナリスゾウの死骸を当時の人類が利用していただろう事例が含まれていると指摘される場合もある。

## 関連画像

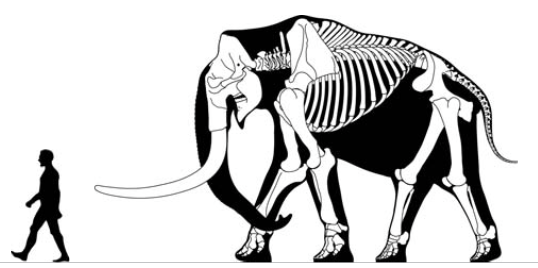
人間との大きさの比較。
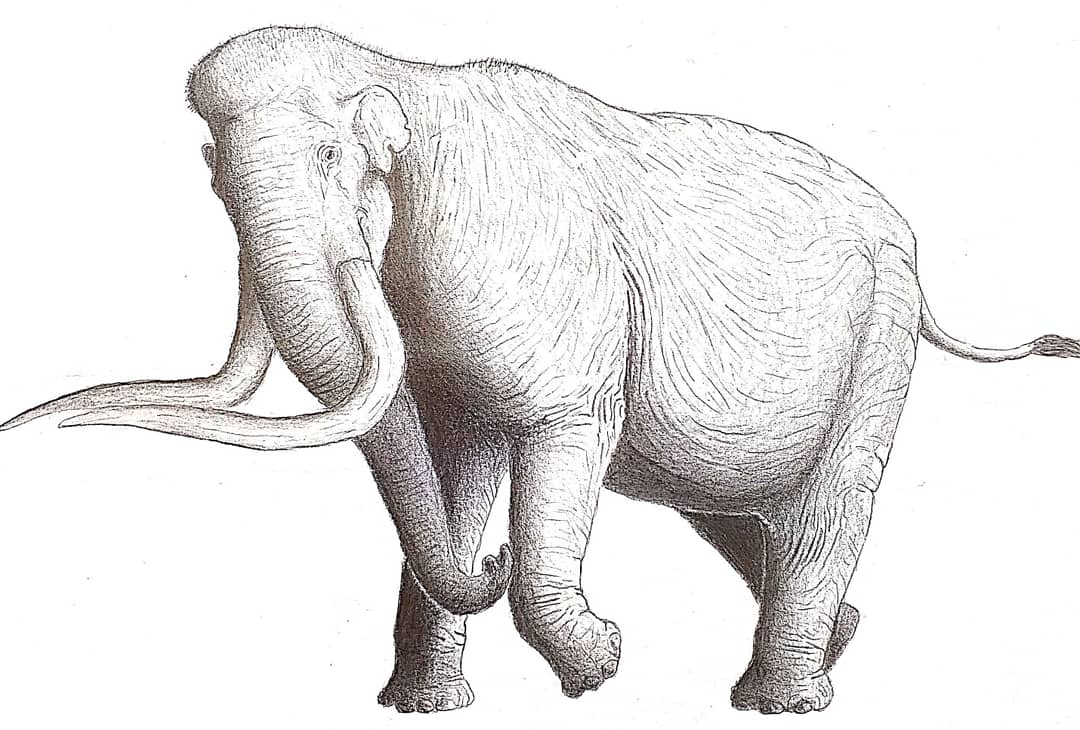
生体の復元想像図。
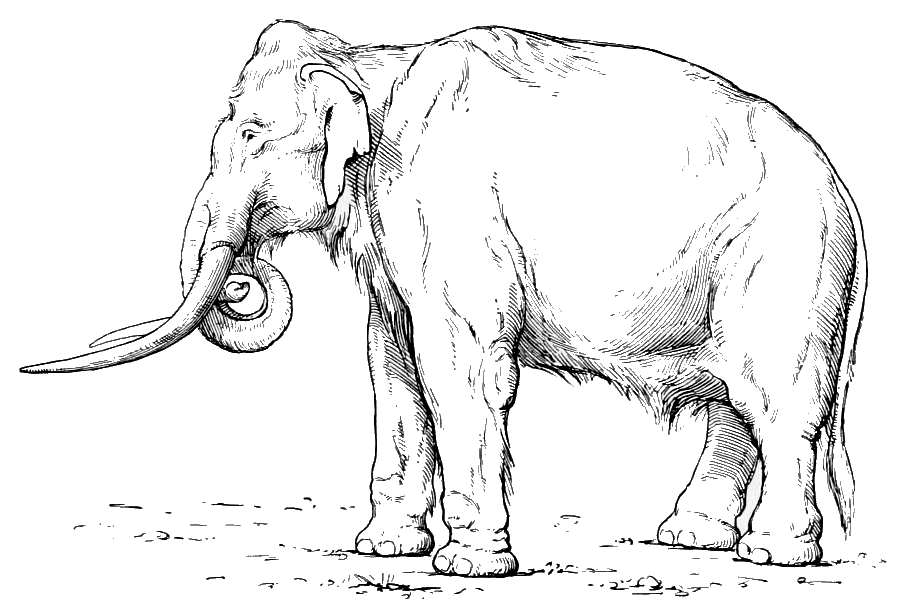
生体の復元想像図。
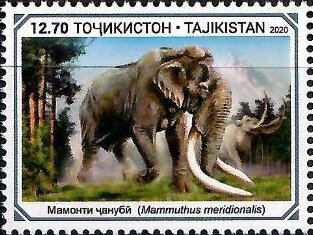
タジキスタンの切手に印刷されたメリジオナリスゾウ。